# 31281 Stothers
31281 Stothers este un asteroid din centura principală de asteroizi.

## Descriere
31281 Stothers este un asteroid din centura principală de asteroizi. A fost descoperit pe 20 martie 1998 la Socorro, New Mexico, în cadrul proiectului LINEAR. Asteroidul prezintă o orbită caracterizată de o semiaxă mare de 2,75 ua, o excentricitate de 0,10 și o înclinație de 9,0° în raport cu ecliptica.